# James Densmore
James Densmore (3 de fevereiro de 1820 – 16 de setembro de 1889) foi um empresário e inventor americano. 

## Carreira
Foi um sócio comercial de Christopher Sholes, que junto com Carlos Glidden e Samuel W. Soule ajudou a contribuir para a invenção de uma das primeiras máquinas de escrever práticas em uma oficina mecânica localizada em Milwaukee, Wisconsin.
Acreditava-se que Densmore havia sugerido separar as combinações de letras comumente usadas para resolver um problema de travamento, mas isso foi colocado em questão. Este conceito foi posteriormente refinado por Sholes, então ficou conhecido como o layout de teclas QWERTY.
Densmore era um vegetariano militante. Sua dieta consistia principalmente de maçãs cruas. Seu irmão era o médico Emmet Densmore.
Densmore também apoiou o sufrágio feminino em Wisconsin. Quando era editor do True Democrat de Oshkosh, o jornal apoiou publicamente o direito das mulheres ao voto.
Densmore é lembrado pela enigmática organização fraternal que visionou em seu testamento, conhecida como The Densmore Foundation.